# Hussein Shabani
Hussein Shabani (26 settembre 1990) è un calciatore burundese, attaccante del Kigali e della nazionale burundese.

## Caratteristiche tecniche
È una seconda punta.

## Carriera

### Nazionale
Ha esordito con la nazionale burundese il 28 luglio 2013 disputando l'incontro di qualificazione per la Campionato delle Nazioni Africane vinto ai rigori contro il Sudan.
È stato convocato per disputare la Coppa d'Africa 2019.